# Stacy Dragila
Stacy Renée Mikaelsen-Dragila (Auburn, 25 marzo 1971) è un'ex astista statunitense, campionessa olimpica della specialità a Sydney 2000 e due volte campionessa mondiale.

## Progressione

### Salto con l'asta
| Stagione | Misura | Luogo             | Data      | Rank. Mond. |
| -------- | ------ | ----------------- | --------- | ----------- |
| 2009     | 4,55 m | Eugene            | 28-6-2009 | 18ª         |
| 2008     | 4,70 m | Chula Vista       | 22-6-2008 | 9ª          |
| 2007     | 4,50 m | Eugene            | 27-5-2007 | 23ª         |
| 2005     | 4,60 m | Losanna           | 5-7-2005  | 4ª          |
| 2004     | 4,83 m | Ostrava           | 8-6-2004  | 3ª          |
| 2003     | 4,62 m | Villeneuve-d'Ascq | 15-6-2003 | 6ª          |
| 2003     | 4,62 m | Eugene            | 24-5-2003 | 6ª          |
| 2003     | 4,62 m | Des Moines        | 26-4-2003 | 6ª          |
| 2002     | 4,72 m | Rovereto          | 28-8-2002 | 3ª          |
| 2002     | 4,72 m | Eugene            | 26-5-2002 | 3ª          |
| 2001     | 4,81 m | Palo Alto         | 9-6-2001  | 1ª          |
| 2000     | 4,63 m | Sacramento        | 23-7-2000 | 1ª          |
| 1999     | 4,60 m | Siviglia          | 21-8-1999 | 1ª          |
| 1998     | 4,42 m | Pocatello         | 6-5-1998  |             |
| 1997     | 4,45 m | Modesto           | 10-5-1997 |             |
| 1996     | 4,20 m | Atlanta           | 19-6-1996 |             |
| 1995     | 3,70 m | Gateshead         | 21-8-1995 |             |

### Salto con l'asta indoor
| Stagione | Misura | Luogo        | Data      | Rank. Mond. |
| -------- | ------ | ------------ | --------- | ----------- |
| 2009     | 4,61 m | New York     | 30-1-2009 | 9ª          |
| 2008     | 4,23 m | New York     | 1-2-2008  | 56ª         |
| 2005     | 4,55 m | Reno         | 21-1-2005 | 7ª          |
| 2004     | 4,81 m | Budapest     | 6-3-2004  | 3ª          |
| 2003     | 4,78 m | Boston       | 2-3-2003  | 2ª          |
| 2002     | 4,57 m | Pocatello    | 1-3-2002  | 8ª          |
| 2002     | 4,57 m | Pocatello    | 19-1-2002 | 8ª          |
| 2001     | 4,70 m | Pocatello    | 17-2-2001 | 1ª          |
| 2000     | 4,62 m | Atlanta      | 3-3-2000  | 1ª          |
| 1999     | 4,45 m | Atlanta      | 27-2-1999 | 6ª          |
| 1998     | 4,48 m | Sindelfingen | 8-3-1998  |             |
| 1997     | 4,40 m | Parigi       | 9-3-1997  |             |

## Palmarès
| Anno | Manifestazione  | Sede        | Evento           | Risultato | Prestazione | Note                        |
| ---- | --------------- | ----------- | ---------------- | --------- | ----------- | --------------------------- |
| 1997 | Mondiali indoor | Parigi      | Salto con l'asta | Oro       | 4,40 m      | Record mondiale             |
| 1999 | Mondiali indoor | Maebashi    | Salto con l'asta | 8ª        | 4,35 m      |                             |
| 1999 | Mondiali        | Siviglia    | Salto con l'asta | Oro       | 4,60 m      | Record mondiale             |
| 2000 | Giochi olimpici | Sydney      | Salto con l'asta | Oro       | 4,60 m      | Record olimpico             |
| 2001 | Mondiali indoor | Lisbona     | Salto con l'asta | 4ª        | 4,51 m      |                             |
| 2001 | Mondiali        | Edmonton    | Salto con l'asta | Oro       | 4,75 m      | Record dei campionati       |
| 2003 | Mondiali        | Saint-Denis | Salto con l'asta | 4ª        | 4,55 m      |                             |
| 2004 | Mondiali indoor | Budapest    | Salto con l'asta | Argento   | 4,81 m      | Record nord-centroamericano |
| 2004 | Giochi olimpici | Atene       | Salto con l'asta | 18ª (q)   | 4,30 m      |                             |
| 2005 | Mondiali        | Helsinki    | Salto con l'asta | 16ª (q)   | 4,40 m      |                             |
| 2009 | Mondiali        | Berlino     | Salto con l'asta | 22ª (q)   | 4,25 m      |                             |

## Altre competizioni internazionali
2001
- Oro alla Grand Prix Final ( Melbourne), salto con l'asta - 4,50 m

2003
- Bronzo alla World Athletics Final ( Monaco), salto con l'asta - 4,50 m

## Riconoscimenti
- Atleta mondiale dell'anno (2001)